# Synema lineatum
Synema lineatum är en spindelart som beskrevs av Tord Tamerlan Teodor Thorell 1894. Synema lineatum ingår i släktet Synema och familjen krabbspindlar.
Artens utbredningsområde är Singapore. Inga underarter finns listade i Catalogue of Life.